# Rajko Hrvat
Rajko Hrvat (25 de septiembre de 1986) es un deportista esloveno que compite en remo.
Ganó dos medallas en el Campeonato Mundial de Remo, en los años 2015 y 2022, y dos medallas de bronce en el Campeonato Europeo de Remo, en los años 2015 y 2016.

## Palmarés internacional
| Campeonato Mundial | Campeonato Mundial       | Campeonato Mundial | Campeonato Mundial      |
| Año                | Lugar                    | Medalla            | Prueba                  |
| ------------------ | ------------------------ | ------------------ | ----------------------- |
| 2015               | Aiguebelette (Francia)   | Medalla de plata   | Scull individual ligero |
| 2022               | Račice (República Checa) | Medalla de bronce  | Scull individual ligero |
| Campeonato Europeo |                          |                    |                         |
| Año                | Lugar                    | Medalla            | Prueba                  |
| 2015               | Poznań (Polonia)         | Medalla de bronce  | Scull individual ligero |
| 2016               | Brandeburgo (Alemania)   | Medalla de bronce  | Scull individual ligero |